# Marcel Sieberg
Marcel Sieberg (nascido em 30 de abril de 1982) é um ciclista de estrada alemão, profissional desde 2005. É atual membro da equipe belga Lotto-Soudal. Em seus palmarès, destaca a Gran Premi Jef Scherens de 2006.

## Biografia
Sieberg começou sua carreira em 2005 na equipe continental alemã Team Lamonta. Foi bem-sucedido em sua primeira temporada com muitos lugares de honra nas corridas belgas, alemães e holandeses, com boa resistência e velocidade. Desde o início da temporada, ele ganhou a sua primeira vitória profissional no Ronde van Drenthe. Mais tarde, terminou em segundo no Tour de Bochum e no Circuito Houtland; e em quarto no Tour de Rijke e do Delta Profronde. Estes resultados notáveis lhe permitiu ser contratado pela equipe Wiesenhof em 2006, com o qual ele confirmou a sua notável capacidade para as corridas de um dia. Sieberg venceu o Gran Premio de Jef Scherens e terminou em terceiro na Torre de Münster.
Em seguida, seguiu o seu progresso para integrar a equipe Milram em 2007. Desde o início da temporada, ele terminou em quarto na Challenge de Mallorca e segundo na Kuurne-Bruselas-Kuurne, logo atrás do velocista Tom Boonen. No mesmo ano, participou no seu primeiro Tour de France. Em 2008, Sieberg se juntou a equipe Columbia. Mais adiante, não obteve bons resultados. No entanto, terminou em segundo lugar na Profronde van Friesland, atrás de Gert Steegmans e em terceiro no Challenge de Mallorca em 2009, na velocidade. Em 2011, ele assinou coma a equipe belga Omega Pharma-Lotto.
Competiu nos Jogos Olímpicos de Londres 2012, não conseguindo um bom resultado. Terminou em 102º na prova de estrada masculina.